# تيد لابيدوس
إدموند «تيد» لابيدوس (Edmond "Ted" Lapidus) (23 يونيو 1929 - 29 ديسمبر 2008) كان مصمم أزياء فرنسي. ولد في باريس، ابن خياط روسي يهودي مهاجر.
كان لابيدوس يعتبر مبتكر ورائد مظهر الأزياء للجنسين ويعود إليه الفضل في تقديم نظرة عسكرية ورحلات سفاري إلى الأزياء الراقية. يُنسب إليه الفضل باعتباره أول مصمم يضع أحزمة كتف من الطراز العسكري على ملابس الرجال والنساء على حد سواء، وجعل من الجينز الأزرق جزءًا من التيار الرئيسي لتصميم الأزياء.

## روابط خارجية
- Ted Lapidus: A life in fashion. (The Guardian, pictorial profile)

- (Women's Wear Daily)
- (New York Times)
- (The Independent)
- (Interview)
- (The Huffington Post)
- (Fashion Wire Daily) نسخة محفوظة 27 سبتمبر 2011 على موقع واي باك مشين.
- (The Sunday Times) نسخة محفوظة 31 مايو 2010 على موقع واي باك مشين.